# Redouane Berkane
Redouane Berkane (en tifinagh : ⵕⴷⵡⴰⵏ ⴱⵔⴽⴰⵏ), né le 7 juillet 2003 à Tazmalt dans la wilaya de Béjaïa en Algérie est un footballeur algérien jouant au poste d'avant-centre au Al-Wakrah SC.

## Carrière

### En club
En juillet 2023, en provenance de l'Olympique Akbou en Ligue 3 algérienne, Redouane Berkane signe un contrat professionnel de trois saisons avec la JS Kabylie. 
Il inscrit son premier but en Ligue 1 algérienne contre l'USM Alger, en octobre 2023.  
En mai 2024, avec l'équipe U21 de la JS Kabylie, il remporte la Coupe de la Ligue algérienne U21 2023-2024 contre l'équipe U21 de l'ES Sétif. Il inscrit deux buts lors de cette finale, l'un en prolongation et l'autre lors de la séance de tirs au but. 
Il termine la saison 2023-2024 comme meilleur buteur de l'équipe sénior de la JS Kabylie, avec huit buts. 
En novembre 2024, il prolonge son contrat avec la JS Kabylie jusqu'à la fin de la saison 2027-2028.
Pour une deuxième saison de suite, il termine la saison 2024-2025 comme meilleur buteur de la JS Kabylie, avec 10 buts et il décroche le prix du meilleur joueur de Ligue 1 algérienne du mois d'avril 2025.
En août 2025, il quitte la JS Kabylie.

### En sélection
En novembre 2024, Redouane Berkane remporte la médaille d'or avec l'équipe d'Algérie militaire, aux Jeux Africains Militaires de 2024.
En avril 2025, il est appelé par Madjid Bougherra pour disputer une double confrontation décisive contre la Gambie, avec l'équipe d'Algérie A', dans le cadre du deuxième tour des éliminatoires, pour le CHAN 2024.

## Statistiques

### En club
| Saison                | Club                  | Championnat           | Championnat | Championnat | Championnat | Coupe(s) nationale(s) | Coupe(s) nationale(s) | Coupe(s) nationale(s) | Total | Total | Total |
| Saison                | Club                  | Division              | M.          | B.          | P.d.        | M.                    | B.                    | P.d.                  | M.    | B.    | P.d.  |
| 2023-2024             | JS Kabylie            | Ligue 1               | 23          | 8           | 2           | 1                     | 0                     | 0                     | 24    | 8     | 2     |
| 2024-2025             | JS Kabylie            | Ligue 1               | 28          | 8           | 2           | 2                     | 2                     | 0                     | 30    | 10    | 2     |
| Sous-total            | Sous-total            | Sous-total            | 51          | 16          | 4           | 3                     | 2                     | 0                     | 54    | 18    | 4     |
| 2025-2026             | Al-Wakrah SC          | Qatar Stars League    | 1           | 1           | 0           | -                     | -                     | -                     | 1     | 1     | 0     |
| Total sur la carrière | Total sur la carrière | Total sur la carrière | 52          | 17          | 4           | 3                     | 2                     | 0                     | 55    | 19    | 4     |

## Palmarès

### En club
| JS Kabylie                         |
| ---------------------------------- |
| - Ligue 1 : - Vice-champion : 2025 |

### En sélection
- Médaillé d'or aux Jeux Africains Militaires 2024 avec l'équipe d'Algérie militaire

## Distinctions individuelles
- Meilleur buteur de la JS Kabylie lors de la saison 2023-2024 (8 buts) et 2024-2025 (10 buts)
- Meilleur joueur de Ligue 1 algérienne du mois d'avril 2025